# Сладић
Сладић, слатки корен, госпино биље, слатко дрвце, шећерни корен, добар корен, ликорица, ликориш (лат. Glycyrrhiza glabra) вишегодишња је зељаста биљка из породице бобова (лептирњача или махунарки) — Fabaceae.
Екстракти сладића се користе у хербализму и традиционалној медицини. Прекомерна конзумација сладића (више од 2  дневно чисте глицирхидинске киселине, компоненте сладића) може да доведе до нежељених ефеката, као што је хипокалијемије, повећан крвни притисак, и мишићна слабост.

## Етимологија
Од грчке речи γλυκύρριζα (glukurrhiza), са значењем „слатки корен”, од γλυκύς (glukus), „сладак” и ῥίζα (rhiza), „корен”, што је име које је формулисао Диоскорид. Одатле је настао латински назив liquiritia, који је преузет у неким европским језицима (енгл. liquorice).

## Опис биљке
Сладић је вишегодишња зељаста биљка (полудрвенаста). Расте поред река на песковитом и глиновитом земљишту. Станиште му је у Средоземљу, а у Србији се ретко среће (Чортановци). Сладић има снажан, разгранат корен, и надземне и подземне вреже, из чијих чланака се развијају изданци. Усправна стабљика може достићи висину од 2 метра, а временом одрвени у доњем делу. Листови су непарно перасто сложени, са 4-8 пари листића. Цвет има специфичну грађу лептирњача, а круница је жуто-беле боје. Цветови у гроздастим цвастима се налазе на врху стабљике и у пазуху листова. Плод је у виду пљоснате махуне, смеђе боје. Жлездане, лепљиве длаке се налазе на свим надземним деловима биљке.

## Лековити састојци
У медицинске сврхе се користи осушени корен и врежа гајених биљака. Слатки корен садржи сапонозиде (6-13%), флавоноидне хетерозиде (ликвирицин, изоликвирицин) као главне активне компоненте. Садржи још скроб (25-30%), глукозу и сахарозу (10%), кумарине, тритерпенска једињења, фитостероле. Глициризинска киселина, један од главних сапонозида, јер је 40 пута слађа од сахарозе, па отуда води и назив биљке.

## Деловање
Глициризинска киселина има противупална својства, јер делује слично кортикостероидним хормонима. Слатки корен делује експекторантно (стимулише искашљавање), антивирусно, лаксативно, спазмолитички (опушта глатке мишиће), антифугално, имуностимулирајуће.

## Примена
Немачка комисија Е је одобрила употребу слатког корена код катара горњих дисајних путева и чира на желуцу и дванаестопалачном цреву. Традиционално се користи за смирење кашља, упале грла, код гастритиса и упала желудачне слузнице. На упаљену желудачну слузницу слатки корен делује: противупално, захваљујући присуству глициризинске киселине и протективно, захваљујући присуству слузи. Некад се препоручује у наставку терапије кортикостероидима. Код херпеса се примењује у виду гела за спољну употребу, јер показује антивирусно дејство. Користи се и код других вирусних инфекција (хепатитис, грип, прехлада). Показао се ефикасан и код екцема и атопијског дерматитиса, због свог противупалног дејства.
Екстракт слатког корена без глициризинске киселине, назива се деглициризирани слатки корен- ДГЛ, и он не показује нежељена дејстава као што је повећање крвног притиска.

## Нежељена дејства
Глициризинска киселина показује дејство слично кортикостероидима, па има и њихова нежељена дејства. Доводи до појачаног излучивања калијума, и задржавања натријума и воде у организму, па може довести до повећања крвног притиска и хипокалемије. Слатки корен не треба да користе труднице, хипертоничари (повишен крвни притисак), особе са обољењима бубрега и јетре. Такође не треба да га користе пацијенти који узимају кардиотоничне гликозиде (дигоксин), диуретике који доводе до губитка калијума, кортикостероиде, лаксативе који доводе до губитка калијума, јер истовремена употреба може довести до хипокалемије.

### Конзумациони нивои
Америчка Администрација за храну и лекове сматра да је храна која садржи сладић и његове деривате (укључујући глициризин) генерално призната као безбедна за употребу као састојак хране, ако се не конзумира претерано. Друге јурисдикције су предложиле не више од 100—200 mg (1,5—3,1 grains) глициризина дневно, што је еквивалентно са око 70—150 g (2 1⁄2—5 1⁄4 oz) слаткиша са сладићом. Иако се сладић сматра безбедним као састојак хране, може изазвати озбиљне нежељене ефекте ако се конзумира у великим количинама (изнад 0,2 mg по kg дневно). Једна процена је да нормална здрава особа може да да конзумира 10 mg (0,15 grains) глициризинске киселине дневно.

### Физиолошки ефекти
Ефекти прекомерне конзумације сладића на снижавање нивоа калијума у крви и повећање крвног притиска представљају посебну забринутост за особе са хипертензијом (висок крвни притисак) или обољењем срца или бубрега.
Сматра се да су неки штетни ефекти сладића који се конзумира у количинама од 50 до 200 g дневно током четири недеље узроковани глициризинском киселином (75 до 540 mg глициретинске киселине дневно) која изазива повећање крвног притиска. Конзумирање великих количина слатког корена током трудноће је повезано са превременим порођајем и здравственим проблемима код детета.
Хипер-минералокортикостероидни синдром се може јавити када тело задржава натријум, а губи калијум, мењајући биохемијску и хормонску регулацију. Неке од ових активности могу укључивати ниже нивое алдостерона, опадање активности система ренин-ангиотензина и повећање нивоа атријалног натриуретичког хормона како би се компензовале варијације у хомеостази.
Остали нежељени ефекти могу укључивати неравнотежу електролита, едем, повишен крвни притисак, повећање телесне тежине, проблеме са срцем и слабост. Симптоми зависе од тежине токсичности. Неке друге тегобе укључују умор, отежано дисање, отказивање бубрега и парализу.

### Потенцијал за токсичност
Главне токсичности сладића које ограничавају дозу су кортикостероидне природе, због инхибиторног ефекта који његови главни активни састојци, глициризин и еноксолон, имају на разградњу кортизола, и укључују едем, хипокалемију, повећање или губитак тежине и хипертензију.